# Кримінальна політика
Кримінальна політика — діяльність держави щодо захисту громадян і суспільства від злочинних посягань та злочинів в цілому. 

## Зміст
Змістом кримінальної політики є розробка цілей і завдань, а також вироблення засобів і методів боротьби зі злочинністю.
Кримінальна політика реалізується як у правотворчості, так і в правозастосовній діяльності та впливає на громадську думку. 